# Iolo Morganwg
Edward Williams, mais conhecido por seu nome bárdico Iolo Morganwg (Glamorgan, 10 de março de 1747 - Flemingston, 18 de dezembro de 1826), foi um antiquário, poeta e colecionador galês. Visto como um especialista em literatura medieval galesa, descobriu-se após sua morte que ele havia falsificado grande parte de sua obra e vários manuscritos a respeito do tema.

## Literatura
Desde cedo, Morganwg se preocupou em preservar e manter as tradições literárias e culturais do País de Gales, produzindo um grande número de manuscritos como evidência de suas afirmações de que a antiga tradição druida havia sobrevivido à conquista romana da Britânia, à conversão da população ao cristianismo, à perseguição aos bardos sob o rei Eduardo I da Inglaterra e a outras adversidades. Suas falsificações desenvolveram uma elaborada filosofia mística, que ele afirmava ser uma continuação direta da antiga prática druídica.
Morganwg veio a público pela primeira vez em 1789, com uma coleção de poesia do século XIV, um grande número de poemas até então desconhecidos que ele afirmou ter descoberto - estas são consideradas as primeiras falsificações de Morganwg. Seu sucesso o levou até Londres, em 1791, onde fundou o Gorsedd, uma comunidade de bardos galeses. Ele organizou a comunidade de acordo com o que alegou serem antigos ritos druidas. Em 1794, publicou algumas de suas próprias poesias, que mais tarde foram coletadas em dois volumes. Essencialmente seu único trabalho genuíno, revelou-se bastante popular.
Morganwg trabalhou em The Myvyrian Archaiology of Wales, uma coleção de três volumes de literatura medieval galesa publicada entre 1801 e 1807, que se baseava em parte em manuscritos de sua coleção, algumas de suas falsificações. Após sua morte, parte de sua coleção foi compilada por seu filho, Taliesin Williams. Seus artigos foram usados por muitos estudiosos e tradutores posteriores. Mais tarde, ainda, outras falsificações de Morganwg foram publicadas em um texto conhecido como Barddas. Esta obra, publicada em dois volumes em 1862 e 1874, foi considerada uma tradução, detalhando a história do sistema bárdico galês desde suas origens antigas.
Outras obras de Morganwg incluem a Oração do Druida, de 1862; um tratado sobre métricas galesas chamado O Mistério dos Bardos da Ilha da Grã-Bretanha, publicado postumamente em 1828; e uma série de hinos publicada como Salmos da Igreja no Deserto, em 1812.
Morganwg, ainda, desenvolveu o Alfabeto Bárdico, seu próprio sistema rúnico baseado em um antigo alfabeto druida. Consistia em 20 letras principais e outras 20 para representar vogais alongadas e mutações. Esses símbolos deveriam ser representados em uma moldura de madeira, conhecida como peithynen.

## Posteridade

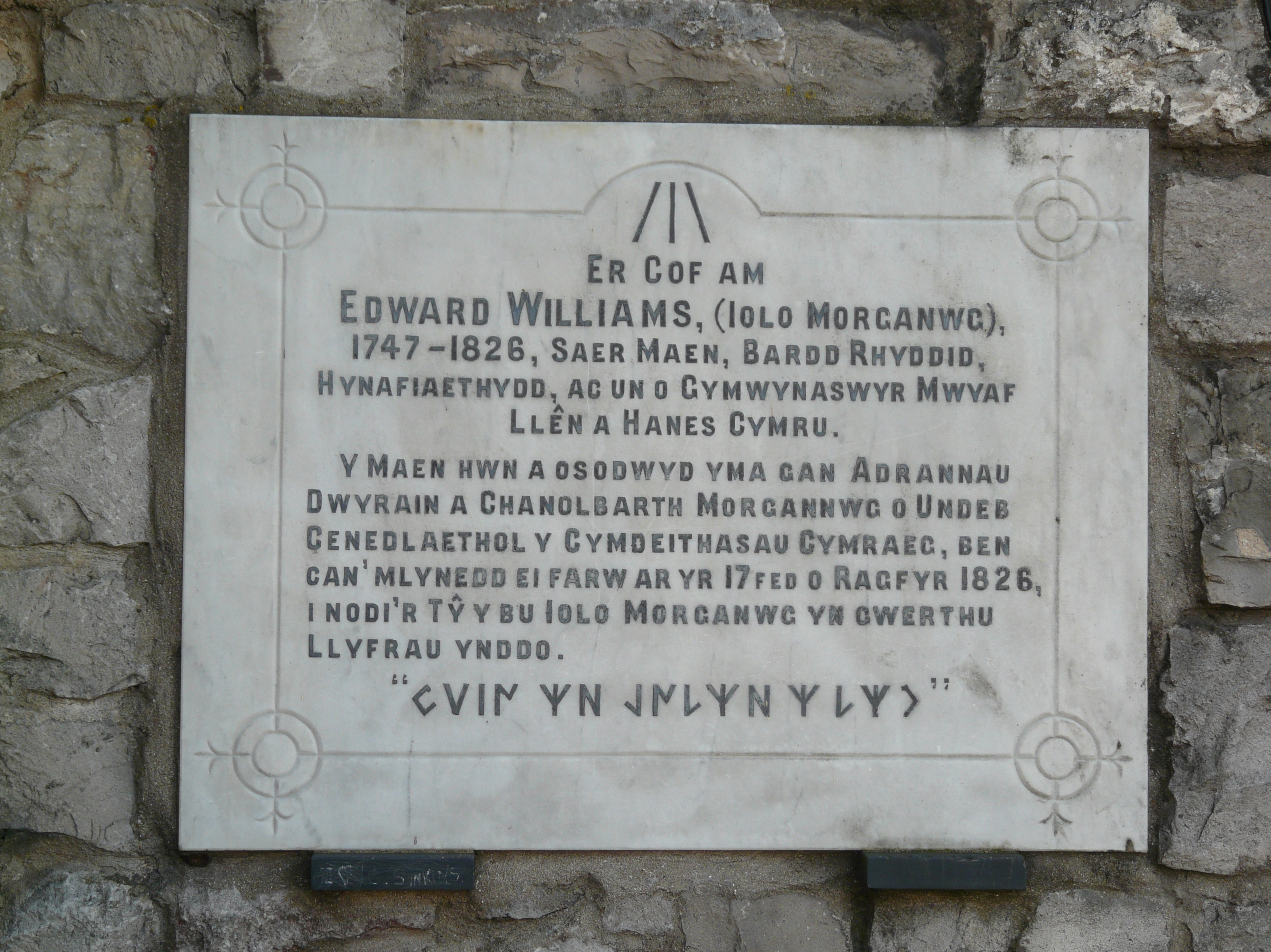
Placa em homenagem a Iolo Morganwg em Cowbridge, País de Gales.

No século XIX, historiadores e especialistas em história e cultura galesa descobriram que parte considerável da obra de Iolo Morganwg era composta de falsificações, além de fruto de sua imaginação - o uso supostamente constante que ele fazia de láudano pode ter sido um fator contribuinte. Ainda assim, Morganwg teve um impacto duradouro na cultura galesa, nomeadamente no renascimento do Eisteddfod no século XVIII, tradicionais festivais de poesia e música céltica. Além disso, sua obra teve um enorme impacto no movimento conhecido como "neodruidismo".
Posteriormente, foi sugerido que algumas das afirmações de Morganwg eram apoiadas pela tradição oral e pesquisas recentes revelaram que parte de sua produção pode ter base em fatos reais. Porém, tal foi a extensão de suas falsificações que, mesmo no século XXI, algumas das suas versões adulteradas de textos medievais galeses são mais conhecidas do que as versões originais.